# Relizane (província)

Relizane.

Relizane é uma província da Argélia com 726180 habitantes (Censo 2008).